# 1936年ベルリンオリンピックのポーランド選手団
1936年ベルリンオリンピックのポーランド選手団（1936ねんベルリンオリンピックのポーランドせんしゅだん）は、1936年8月1日から8月16日にかけてドイツの首都ベルリンで開催された1936年ベルリンオリンピックのポーランド選手団、およびその競技結果。

## 概要
今大会は銀メダル3個、銅メダル3個の合計6個のメダルを獲得した。

## メダル
| メダル | 選手名                       | 競技 | 種目       |
| ------ | ---------------------------- | ---- | ---------- |
| 銀     | スタニスラワ・ワラシェビッチ | 陸上 | 女子100m   |
| 銀     | ヤドヴィガ・ワイス           | 陸上 | 女子円盤投 |
| 銅     | マリア・クファシニェフスキ   | 陸上 | 女子やり投 |